# Brigitte Smadja
Brigitte Smadja (Tunis, 1955 - 15 de fevereiro de 2023) foi uma escritora francesa de livros infantis e romances, todos publicados pela editora L'École des Loisirs, versando sobre temas tidos como universais, tais como justiça, amor e amizade. Usualmente os personagens de seus livros são recorrentes, alternando-se o destaque de cada um em cada livro. Brigitte escreveu livros para adultos, publicados pela Actes Sud.

## Biografia
Brigitte tinha oito anos quando a família foi obrigada a sair da Tunísia, um evento marcante em sua infância, período no qual quis ser piloto ou madre superiora. Acabou por estudar humanidades na École Normale Supérieure de Fontenay-Saint-Cloud, na cidade de Lyon. Depois de acabar os estudos, começou a trabalhar como docente numa escola em Paris. Seu trabalho foi sempre paralelo às suas actividades de autora. Actualmente, ela tem dois filhos e continua a ensinar francês na Escola Superior de Artes Aplicadas em Duperré, Paris.

### Livros Infantis
- Biie (1991)
- J'ai decidé de m'appeler Dominique (1991)
- Maxime fait de la politique (1991)
- Maxime fait des miracles (1992)
- Marie est amoureuse (1992)
- Marie souffre le martyre (1992)
- J'ai hâte de vieillir (1992)
- Drôles de zèbres (1992)
- Maxime fait l'idiot (1993)
- Ma princesse aime les saucisses (1993)
- Ne touchez pas aux idoles (1994)
- Halte aux livres! (1994)
- Pauline n'a pas sa clé (1994)
- Qu'aimez-vous le plus au monde? (1994)
- Une Bentley boulevard Voltaire (1995)
- Ma princesse se déguise en casserole (1995)
- La tarte aux escargots (1995)
- Laisse-moi tranquille (1996)
- Quand papa était mort (1996)
- Le cabanon de l'oncle Jo (1996)
- Ma princesse collectionne les nuages (1996)
- La vérité toute nue (1997)
- Ma princesse disparaît dans le couloir (1997)
- Ma princesse n'est plus ma princesse (1998)
- Rollermania (1999)
- Superglu (1999)
- Un trésor bien caché (1999)
- Ce n'est pas de ton âge ! (2000)
- La plus belle du royaume (2000)
- Maxime fait un beau mariage (2000)
- Une histoire à dormir debout (2001)
- Un poisson nommé Jean-Paul (2001)
- J’ai rendez-vous avec Samuel (2002)
- Bleu blanc gris : théâtre (2002)
- Adieu Maxime (2003)
- Il faut sauver Saïd (2003)
- Le ventre d'Achille (2003)
- Mon zamie (2006)
- Dans la famille Briard, je demande... Jenny (2006)
- Dans la famille Briard, je demande... Joseph (2006)
- Dans la famille Briard, je demande... Margot (2006)
- Lilou (2007)
- Ted et Bill (2007)

### Romances
- Le Jaune est sa couleur (1998)
- Des coeurs découpés (1999)
- Mausolée (2001)
- Une éclaircie est annoncée (2004)
- Natures presque mortes (2006)
- Le Jour de la finale (2008)